# Zack Phillips
Zackary „Zack” Phillips (ur. 28 października 1992 w Fredericton) – kanadyjski hokeista.

## Kariera
- Lawrence Academy (2008–2009)
- Saint John Sea Dogs (2009–2012)
- Houston Aeros (2012−2013)
- Iowa Wild (2013–2015)
- Providence Bruins (2015–2016)
- Atlanta Gladiators (2015/2016)
- Chicago Wolves (2016)
- Kalamazoo Wings (2016)
- Tingsryds AIF (2016–2017)
- Nottingham Panthers (2017–2018)
- Fehérvár AV19 (2018–2019)
- Toledo Walleye (2019)
- Worcester Railers (2019)
- Norfolk Admirals (2019–2020)
- HK Dukla Michalovce (2020)
- JKH GKS Jastrzębie (2020–2021)
- Re-Plast Unia Oświęcim (2021)
- Starbulls Rosenheim (2021–2022)
- Fife Flyers (2022-)

W 2008 roku był draftowany do kanadyjskich rozgrywek juniorskich QMJHL przez klub Lewiston Maineiacs, a w 2009 do amerykańskich rozgrywek juniorskich USHL przez klub Waterloo Black Hawks. Ostatecznie od 2009 do 2012 przez trzy sezony grał w QMJHL w barwach Saint John Sea Dogs. W drafcie NHL z 2011 został wybrany przez Minnesota Wild z numerem 28 w pierwszej rundzie. W grudniu 2011 podpisał kontrakt wstępujący do NHL z Minnesota Wild, skąd w marcu 2015 został przetransferowany do Boston Bruins, a stamtąd w marcu 2016 do St. Louis Blues. Finalnie jednak w latach od 2012 do 2016 nie zadebiutował w NHL, a przez cztery sezony występował w drużynach z rozgrywek AHL i ECHL. W czerwcu 2016 przeszedł do zespołu Tingsryds AIF w szwedzkich rozgrywkach HockeyAllsvenskan. W połowie 2017 został zawodnikiem angielskiego klubu Nottingham Panthers w bryyjskiej lidze EIHL. W maju 2018 został grazcem węgierskiej drużyny Fehérvár AV19 w austriackich rozgrywkach EBEL. Następnie powrócił do USA i w sierpniu 2019 został zawodnikiem Toledo Walleye w ECHL, skąd pod koniec listopada 2019 przeszedł do, a na początku grudnia 2019 do Norfolk Admirals (oba kluby też w ECHL). Pod koniec stycznia 2020 prawa do niego nabył Rapid City Rush, ale zawodnik już tam nie zagrał, jako że na początku lutego 2020 został on graczem słowackiej drużyny Dukla Michalovce. We wrześniu 2020 ogłoszono jego transfer do polskiej drużyny JKH GKS Jastrzębie w Polskiej Hokej Lidze. Pod koniec kwietnia 2021 ogłoszono jego transfer do Re-Plast Unii Oświęcim. W połowie października 2021 jego kontrakt został rozwiązany. Jeszcze w tym samym miesiącu został zaangażowany przez niemiecki klub Starbulls Rosenheim w rozgrywkach Oberligi. W lipcu 2022 został zakontraktowany przez szkocki klub Fife Flyers.

## Sukcesy
Klubowe
- Pierwsze miejsce w Dywizji Atlantyckiej w sezonie zasadniczym QMJHL: 2010, 2011, 2012 z Saint John Sea Dogs
- Trophée Jean Rougeau – pierwsze miejsce w sezonie zasadniczym QMJHL: 2010, 2011, 2012 z Saint John Sea Dogs
- Finał QMJHL: 2010 z Saint John Sea Dogs
- Coupe du Président – mistrzostwo QMJHL: 2011, 2012 z Saint John Sea Dogs
- Memorial Cup – mistrzostwo CHL: 2011 z Saint John Sea Dogs
- Superpuchar Polski: 2020 z JKH GKS Jastrzębie
- Puchar Polski: 2021 z JKH GKS Jastrzębie
- Złoty medal mistrzostw Polski: 2021 z JKH GKS Jastrzębie

Indywidualne
- QMJHL (2010/2011):
  - Siódme miejsce w klasyfikacji kanadyjskiej w sezonie zasadniczym: 95 punktów
  - Szóste miejsce w klasyfikacji kanadyjskiej w fazie play-off: 27 punktów
  - CHL Top Prospects Game
- QMJHL (2011/2012):
  - Pierwsze miejsce w klasyfikacji asystentów fazie play-off: 23 asysty
  - Trzecie miejsce w klasyfikacji kanadyjskiej w fazie play-off: 31 punkty
- Memorial Cup 2012:
  - George Parsons Trophy – najbardziej uczciwy zawodnik turnieju